# モーリサ・タンチャローエン
モーリサ・タンチャローエン・ウィードン（Maurissa Tancharoen Whedon, [mɔːˈrɪsə ˈtæntʃəroʊn ˈhwiːdən]; 1975年11月28日 - ）は、アメリカ合衆国の女優、歌手、ダンサー、テレビプロデューサー、脚本家、作詞家である。

## 生い立ちと私生活
アジア系アメリカ人あり、姓はタイ起源であると述べている。オクシデンタル大学で学び、そこで戯曲を執筆していた。父のトミー・タンチャローエンはハリウッド映画の輸送コーディネーターであった。弟のケヴィン・タンチャローエンは2009年に『Fame フェーム』でデビューした映画監督である。2009年4月19日、ジョス・ウェドン（ウィードン）の弟で脚本家のジェド・ウィードンと結婚した。
若年期の彼女はプリティ・イン・ピンクというガールバンドのメンバーであった。彼女がループスにより化学療法が必要と診断されると、バンドは解散した。

## キャリア
2008年公開のウェブシリーズ『Dr. Horrible's Sing-Along Blog』では共同脚本を務め、グルーピーの1人として出演したほか、DVDのオーディオトラックの曲を歌っている。
テレビシリーズ『ドールハウス』と『Oliver Beene』ではスタッフライターとストーリーエディターを務めた。また、『ドールハウス』ではキロ役を務めた他、第1シーズン第13話「Epitaph One」の「Remains」を作詞・歌唱している。
テレビゲーム『ゼルダの伝説』のパロディ番組『The Legend of Neil』の第2シーズンのエピソード「The Musical」ではゼルダの歌声を務めた。2009年8月17日に公開された『The Guild』のパロディ曲「(Do You Wanna Date My) Avatar」のビデオではバックボーカルとダンスを務めた。
Starzのシリーズ『スパルタカス ゴッド・オブ・アリーナ』ではジェド・ウィードンと共に脚本家として参加した。彼女はまた『スパルタカスII』にも参加した。
また『私はラブ・リーガル』でストーリーエディターと脚本家を務めた。
2012年のジョス・ウィードン監督映画『アベンジャーズ』にはジェドと共に参加し、その後3人はマーベルとABCの『エージェント・オブ・シールド』のパイロット版の脚本を執筆し、さらにシリーズのエグゼクティブ・プロデューサーとなった。